# Osman Turan
Osman Turan (* 1914 in Çaykara, Trabzon; † 17. Januar 1978 in Istanbul) war ein türkischer Politiker und Historiker, der sich besonders mit seldschukischer Geschichte auseinandersetzte.

## Leben
Osman Turan wurde 1914 im Dorf Soğanlı als Sohn des später im Ersten Weltkrieg fallenden Hasan Ağa geboren. Die Mittelschule besuchte er in Bayburt und das Gymnasium in Trabzon und Ankara. Sein Studium an der 1935 gegründeten Fakultät für Philologie sowie historische und geographische Wissenschaften der Universität Ankara schloss er 1940 ab. Er war einer der ersten Studenten Mehmet Fuat Köprülüs am Lehrstuhl für Mittelalterliche Geschichte. Turan promovierte 1941 zum Thema „Oniki Hayvanlı Türk Takvimi“, erlangte 1944 mit der Arbeit „Orta Zaman Türk Devletlerinde Türkçe Unvanlar“ (vgl. Erdzweige) den akademischen Grad „Doçent“ und wurde 1951 Professor.
Nachdem er in die von Mehmet Fuat Köprülü mitbegründete Demokrat Parti eingetreten war, wurde er 1954 als Abgeordneter der Provinz Trabzon in die Große Nationalversammlung der Türkei gewählt. 1959 folgte auf dem Kurultai der Türk Ocakları die Wahl zum Generalsekretär. Nach dem Putsch vom 27. Mai 1960 und einem etwa 17-monatigen Gefängnisaufenthalt wurde er in den Yassıada-Prozessen freigesprochen. 1965 zog er als Adalet-Partisi-Abgeordneter erneut ins Parlament ein und wurde 1966 zum Generalsekretär der Türk Ocakları gewählt. Bei den Parlamentswahlen 1969 gelang ihm der Einzug ins Parlament, diesmal für die Milliyetçi Hareket Partisi, nicht, woraufhin er sich aus der Politik zurückzog.
Osman Turan, der seit 1956 mit Emine Satıa Hanım, der Enkelin Abdülhamids II., verheiratet gewesen war, verstarb am 17. Januar 1978 an einer Hirnblutung.

## Werke (Auswahl)
- Orta Zaman Türk Devletlerinde Türkçe Unvanlar. Ankara 1944.
- Selçuklular Tarihi ve Türk-İslâm Medeniyeti. Türk Kültürünü Araştırma Enstitüsü, Ankara 1965.
- Türkiye’de Siyasi Buhranın Kaynakları. Turan Neşriyat Yurdu, Istanbul 1969.
- Selçuklular Zamanında Türkiye. Turan Neşriyat Yurdu, Istanbul 1971.
- Selçuklular ve İslamiyeti. Turan Neşriyat Yurdu, Istanbul 1971.
- Doğu Anadolu Türk Devletleri Tarihi. Turan Neşriyat Yurdu, Istanbul 1973.
- Türkler Anadolu’da. Hareket Yayınları, Istanbul 1973.

### Schriften (Auswahl)
- Les souverains seldjoukides et leurs sujets non-musulmans. In: Robert Brunschvig (Hrsg.): Studia Islamica. I, Paris 1953, S. 65–100.
- The Ideal of World Domination among the Medieval Turks. In: Robert Brunschvig (Hrsg.): Studia Islamica. IV, Paris 1955, S. 77–90.
- L'islamisation dans la Turquie du Moyen Age. In: Robert Brunschvig (Hrsg.): Studia Islamica. X, Paris 1959, S. 137–152.
- Anatolia in the Period of the Seljuks and the Beyliks. In: Peter Malcolm Holt, Ann Katharine Swynford Lambton, Bernard Lewis (Hrsg.): The Cambridge History of Islam. I, Cambridge 1970, S. 231–262.